# Barretos
Barretos es un municipio brasileño del estado de São Paulo en la Mesorregión de Ribeirão Preto. Se localiza a una latitud 20°33′26″ Sur y a una longitud 48°34′04″ Oeste, estando a una altitud de 530 m s. n. m. (metros sobre el nivel del mar). Su población estimada en 2009 era de 113 618 habitantes, en un área de 1563,6 km².

## Historia
- Fundación: 25 de agosto de 1854

En 1831, Francisco Barreto y Antônio Barreto, junto con sus familias, llegaron a la región, tomando grandes extensiones de tierras, donde organizaron sus haciendas (Haciendas Fortaleza, Monte Alegre y Posesión Sequía).
Fue elevada a freguesia por la ley N.º 42 el 16 de abril de 1847, y a municipio por la ley N.º 22 del 10 de marzo de 1885. La ley 1021 del 6 de noviembre de 1906 cambió el nombre de Espírito Santo de Barretos a Barretos, y el decreto 98 del 26 de noviembre de 1890 creó la Comarca llamada simplemente Barretos.

### Área
- Total: 1563.611 km²
- Urbana: 71 km²
- Rural: 1402.611 km²

## Economía
La agricultura, comercio y prestación de servicio son la base de su economía, en la industria de productos lácteos, prendas de vestir, calzados, jugos cítricos y artefactos en general además de los frigoríficos JBS-Friboi, Minerva y Dawn Farms, importantes en la industrialización de carne tanto para el mercado interno como externo.
El Proyecto del Parque Agrotecnológico de Barretos es una iniciativa de la Prefectura Municipal de Barretos para contribuir en el desarrollo de oportunidades de negocios de competitividad del Agronegócio Brasilero.

## Hospital de Cáncer de Barretos
El Hospital de Cáncer de Barretos o Fundación Pio XII atiende personas con cáncer de todo el Brasil. El hospital cuenta con donaciones de los artistas que hacen shows para recaudar fondos. Hoy el hospital realiza unas 2800 atenciones por día, siendo el 100 % de las atenciones vía SUS.
El hospital posee un nuevo centro de prevención contra el cáncer de mama con 2500 m² (metros cuadrados) que pueden atender 11 000 mujeres por mes. El nuevo centro forma parte de un proyecto mayor: el Instituto de Referencia para Prevención de Cáncer Ivete Sangalo, un espacio de 7200 m² adaptado para otros tipos de cáncer además del de mama, como el de colo uterino, próstata, digestivo, boca y piel a ser inaugurado dentro de la institución en febrero de 2010.

## Santa Casa de Misericordia de Barretos
Localizada en el centro de Barretos, fue inaugurada en 9 de enero de 1921. Sin embargo, la idea de su creación surgió cuatro años antes, en 1917. En ese mismo año se reunieron en la residencia del Padre José Martins, los integrantes de la Comisión Promotora de la Fundación de la Casa de Misericórdia de Barretos (Drs. José Caldas, Henrique Pamplona de Menezes, Marcos Martins y Bráulio Vasconcellos (médicos), Padre José Martins, José García Vassimon, Coronel Luciano de Mello Nogueira, Evaristo Pinto de la Cruz, Francisco Conde, Fuzinato Bertazzi y Juan Machado de Barros). Y la primera piedra de la Santa Casa fue lanzada el 30 de junio de 1918.

## Punto turísticos
Museo Municipal, Artístico y Cultural "Ruy Menezes"
Situado en la Avenida 17, esquina con la Calle 16. Fue creado por el municipio en abril de 1974 y recibió como donación todo el archivo del Museo Ana Rosa, que funcionava en una de las salas del Colegio Mário Vieira Marcondes. La construcción con fecha de 1907, ya fuese Prefectura y sede del Poder Legislativo. Es conocido como el "Palacio de las Águias".
North Shopping Barretos
Catedral del Divino Espírito Santo
Situada en la Plaza Francisco Barreto, s/n.º (Centro de la Ciudad). 
Recinto Paulo de Lima Correia
Situado en la Plaza Nueve de Julio. Fue inaugurado en marzo de 1945, sirviendo de escenario para las grandes exposiciones agropecuárias y productos derivados. Es una obra arquitectónica de belleza singular y considerada una rareza en el género, dado su estilo ímpar.
Plaza de la Primavera
Situado en la Calle 18 con las avenidas 33 y 35.Con un bonito proyecto paisajístico, esta plaza es considerada la más bella de la ciudad por exhibir un clima de tranquilidad.
Estación ferroviaria de cultura
Región de los Lagos
Situado a la Avenida Centenario de la Abolición s/n.º. Conjunto de tres lagos ornamentales, abastecidos por el Río del Aleixo, contando con ciclovias y amplias calzadas para la práctica de actividades deportivas.
Calçadão
Situado a la Plaza Francisco Barretos, s/n.º. Espacio en el centro de la ciudad para circulación exclusiva de pedestres, con planeamiento paisajístico, infraestrutura de bancos públicos, bancas de revistas y kioscos. Centro de la ciudad.
UNIFEB – Fundación Educacional de Barretos
Situado a la Avenida Profesor Roberto Fraile Monte, n.º 389. Facultad con 14 opciones de cursos superiores, más cursos de nivel técnico y un Centro de Posgraduación. El campus ofrece laboratórios básicos y específicos, clínicas odontológicas, centro de informática, biblioteca, cantina y teatro con capacidad para 700 espectadores.
Ciudad de María.
Sito a la Vicinal Nadir Kenan, km 11. Fue inaugurado en 1981. Lugar erigido para albergar congregaciones católicas y formar religiosos.
Rancho Nuestra Señora de Guadalupe.
Propiedad privada, construida al estilo texano, para la creación de caballo Cuarto de milla. Cuenta con administración, establos, capilla y residencia.
Parque del Peón de Vaquero de Barretos
Memorial del Peón de Vaquero.
Localizado dentro del Parque del Peón, el Memorial cuenta La historia de la Fiesta del Peón de Vaquero de Barretos y de su fundador, el Club Los Independentes. Inaugurado en agosto de 2005.

## Demografía
Datos del censo, 2000
Población total: 103 913
- Urbana: 98 860
- Rural: 5053
- Hombres: 50 667
  - Mujeres: 53 246
- Densidad demográfica (hab./km²): 66,46
- Mortalidad infantil hasta 1 año (por mil): 20,26
- Expectativa de vida (años): 69,03
- Tasa de fertilidad (hijos por mujer): 1,78
- Tasa de Alfabetización: 93,60 %
- Índice de desarrollo humano (IDH-M): 0,802
- IDH-M Salario: 0,772
- IDH-M Longevidad: 0,734
- IDH-M Educación: 0,900

(Fuente: IPEAFecha)

## Geografía

### Clima
El clima de Barretos puede ser clasificado como clima tropical de sabana (Aw), de acuerdo con la clasificación climática de Köppen.

### Hidrografía
- Río Pardo
- Río Grande

### Transporte
- Aeropuerto de Barretos (asfaltado)

### Carreteras
- SP-326
- SP-425

## Administración
- Prefecto: Emanoel Mariano Carvalho (PTB) (2009/2012)
- Viceprefecto:Mussa Calil Nieto (PT)
- Presidente de la cámara: Paulo Correia (PR)(2009/2010)